# جوردان رودس
جوردان لوك رودس (بالإنجليزية: Jordan Luke Rhodes)‏ وهو لاعب كرة قدم أسكتلندي في مركز الهجوم ولد في يوم 5 فبراير 1990 في مدينة أولدهام في إنجلترا، يلعب حالياً مع نادي بلاكبيرن روفرز وهدرسفيلد تاون ونادي بريندفورد ونادي روتشديل وأوكسفورد يونايتد وإيبسويتش تاون ونادي بارنسلي ولعب مع منتخب اسكتلندا لكرة القدم ويبلغ طوله 185 سم.

## روابط خارجية
- جوردان رودس على موقع قاعدة بيانات كرة القدم.إي يو (الإنجليزية)
- جوردان رودس على موقع ناشيونال فوتبول تيمز (الإنجليزية)
- جوردان رودس على موقع Soccerbase.com (لاعب) (الإنجليزية)
- جوردان رودس على موقع Soccerway.com (الإنجليزية)
- جوردان رودس على موقع عالم كرة القدم.نت (الإنجليزية)
- جوردان رودس على موقع أوليمبيديا (الإنجليزية)
- جوردان رودس على موقع AS.com (الإسبانية)